# Bikram Singh Majithia
Bikram Singh Majithia (nacido el 1 de marzo de 1975) es un político indio y exministro del gabinete del gobierno de Punjab. Ganó las elecciones de Punjab Vidhan Sabha de 2007 en el distrito electoral de Majitha y volvió a ganar en 2012 y 2017.  Pertenece a Shiromani Akali Dal y es presidente de su ala juvenil, Youth Akali Dal.  

## Antecedentes y familia
Majithia nació el 1 de marzo de 1975, hijo del exviceministro de Defensa Satyajit Singh Majithia y Sukhmanjus Kaur Majithia en Delhi.  Fue educado en la Escuela Lawrence Sanawar . Su abuelo Sardar Surjit Singh Majithia fue comandante de ala en la Fuerza Aérea de la India y su bisabuelo Sir Sundar Singh Majithia fue Ministro de Ingresos en el gobierno de Punjab.  Es el hermano menor del diputado de Bathinda, Harsimrat Kaur Badal y cuñado del ex viceministro principal de Punjab, Sukhbir Singh Badal . Bikram se casó con Ganieve Kaur en noviembre de 2009 y tienen dos hijos.  

## Carrera política
Ganó por primera vez las elecciones de Punjab Vidhan Sabha en el distrito electoral de Majitha en 2007.  Volvió a ganar en el mismo distrito electoral en las elecciones a la asamblea de 2012 y 2017.  Posteriormente fue incluido en el Gabinete de Punjab.  Es exministro de Ingresos, Rehabilitación y Gestión de Desastres, Información y Relaciones Públicas y Energía No Convencional. 
En febrero de 2022, Majithia se entregó ante un tribunal de Mohali en el caso de drogas registrado en su contra en diciembre de 2021 y permaneció bajo custodia judicial hasta el 8 de marzo.   Mientras que su esposa Ganieve compitió desde el distrito electoral de Majitha en las elecciones a la Asamblea Legislativa de Punjab de 2022 y ganó, Majithia compitió desde Amritsar East y perdió.  
Está encarcelado en la cárcel de Patiala junto con su rival, el líder del Congreso, Navjot Singh Sidhu, contra quien Majithia disputó las elecciones a la Asamblea de Punjab de 2022. 
El 10 de agosto de 2022, el Tribunal Superior de Punjab y Haryana concedió la libertad bajo fianza a Majithia. 